# Emilia Rydberg
Hanna Emilia Rydberg-Mitiku (ur. 5 stycznia 1978 w Sztokholmie) – szwedzka piosenkarka pochodzenia etiopskiego.
W wieku 18 lat podpisała swój pierwszy kontrakt muzyczny. W 1998 zyskała międzynarodowy rozgłos wydaniem singla „Big Big World”, który rozszedł się w 4 mln egzemplarzy.
Największym autorytetem muzycznym Emilii Rydberg jest Tracy Chapman.

## Dyskografia
| Big Big World                           | - Data: 1 grudnia 1998 - Wydawca: Universal          | 14 | 4 | 14 | 6 | - SWE: złota płyta |
| Emilia                                  | - Data: 23 marca 2001 - Wydawca: Universal           | 51 | – | –  | – |                    |
| Små Ord av kärlek                       | - Data: 7 maja 2007 - Wydawca: Spin Music!           | 22 | – | –  | – |                    |
| My World                                | - Data: 30 września 2009 - Wydawca: WEA              | –  | – | –  | – |                    |
| I Belong to You                         | - Data: 8 lutego 2013 - Wydawca: Warner Music Sweden | –  | – | –  | – |                    |
| „–” oznacza, że album nie był notowany. |                                                      |    |   |    |   |                    |

## Nagrody i wyróżnienia
| Rok  | Kategoria                      | Tytułem        | Nagroda     | Nota      | Źródło |
| ---- | ------------------------------ | -------------- | ----------- | --------- | ------ |
| 1998 | Årets svenska kvinnliga artist | Emilia Rydberg | Rockbjörnen | Laur      | [ 11 ] |
| 1998 | Årets svenska låt              | Big Big World  | Rockbjörnen | Laur      | [ 11 ] |
| 1999 | Årets nykomling                | Big Big World  | Grammis     | Nominacja | [ 12 ] |
| 1999 | Årets låt                      | Big Big World  | Grammis     | Laur      | [ 13 ] |